# Cássio Gabriel
Cássio Gabriel Vilela Ferreira, mais conhecido como Cássio Gabriel ou Cassinho (Patrocínio, 28 de agosto de 1992) é um futebolista brasileiro que atua como meia-atacante e ponta-esquerda. Atualmente joga no Ferroviária.

## Carreira

### Antecedentes
Nascido em Patrocínio, Minas Gerais, Cássio Gabriel foi revelado pelas categorias de base do Fluminense. Cássio Gabriel teve uma pequena passagem pelo Paulínia em 2011, aonde atuou pela Copa São Paulo de Futebol Júnior e pelo Campeonato Paulista - Série A3, e pelo Porto-PE em 2012. Além de uma passagem pelo clube croata Hajduk Split em 2013, mas ficou a maioria dos jogos no banco de reservas.
Depois, teve passagens pelo Paysandu em 2013, Esportivo de Bento Gonçalves e do Anápolis, ambos em 2014.

### Guarani
Em meados de 2014, após passagens no Esportivo de Bento Gonçalves e no Anápolis, Cássio Gabriel foi contratado pelo Guarani. Fez sua estreia em 17 de maio, entrando como substituto em um empate fora de casa contra o Juventude por 0 a 0, pela Série C de 2014. Seu primeiro e único gol aconteceu em 26 de maio, em uma derrota em casa por 5 a 1 para o Guaratinguetá, marcando o único gol da equipe.
Pelo Guarani, fez 10 partidas e marcou um gol.

### Penapolense
Em meados de 2015, foi contratado pela Penapolense. Mas foi emprestado ao ASEEV, aonde foi campeão da Campeonato Goiano da Terceira Divisão de 2015. E pelo Anápolis, em 2016, mesmo ano em que retornou ao seu clube de origem. Estreou pelo clube em 9 de julho, entrando como titular em uma vitória em casa por 2 a 1 sobre a Catanduvense, pela Copa Paulista de 2016.
Pela Penapolense, fez 7 jogos e marcou nenhum gol.

### Taubaté
Em 11 de dezembro de 2016, foi anunciada a contratação de Cássio Gabriel ao Taubaté. Fez sua primeira partida pelo clube em 29 de janeiro de 2017, entrando como titular em uma vitória em casa por 2 a 1 sobre o Mogi Mirim, pelo Campeonato Paulista da Série A2 de 2017. Fez seu primeiro gol em 5 de fevereiro, em um empate em casa por 3 a 3 com o Rio Preto.
Pelo Taubaté, 19 partidas e marcou 4 gols.

### São Bento
Em 3 de maio de 2017, Cássio Gabriel foi anunciado pelo São Bento. Estreou pelo clube em 20 de maio, entrando como substituto em uma vitória em casa por 2 a 1 sobre o Tombense, pela Série C de 2017. Seu primeiro gol pelo clube aconteceu em 22 de julho, em uma derrota fora de casa para a Tombense por 3 a 2. Em 6 de dezembro, após a campanha da equipe que culminou no acesso à segunda divisão, Cássio renovou seu contrato até o fim de 2018.
Pelo São Bento, fez 25 partidas e marcou um gol.

### XV de Piraciaba
Em 30 de julho de 2018, foi anunciado o empréstimo de Cássio Gabriel ao XV de Piracicaba, por um contrato até o final da temporada. Estreou pela primeira vez no clube em 8 de agosto, entrando como titular em um empate fora de casa por 1 a 1 com o Noroeste, pela Copa Paulista de 2018. Fez seu primeiro gol no clube do interior paulista em 15 de agosto, marcando o segundo gol de uma vitória por 2 a 0 sobre a Inter de Limeira.
No final de 2018, assinou um contrato definitivo com o XV de Piracicaba, aonde foi titular absoluto na temporada seguinte, mesma temporada em que foi vice-campeão da Copa Paulista de 2019. Pelo clube, fez 49 partidas e marcou 10 gols.

### Botafogo-PB
Em 16 de novembro de 2019, após a campanha que culminou no vice-campeonato da Copa Paulista de 2019, no qual foi titular absoluto, Cássio Gabriel foi anunciado pelo Botafogo-PB. Seu primeiro jogo com o novo clube aconteceu em 21 de janeiro, entrando como titular em uma vitória em casa por 2 a 0 sobre o São Paulo Crystal, aonde marcou também seu primeiro e único gol pelo clube, pelo Campeonato Paraibano de 2020.
Cássio Gabriel atuou em 20 oportunidades em 2020, tendo marcado apenas um gol pelo Botafogo-PB. Contudo, o jogador jamais engrenou com a camisa do clube, oscilando durante os jogos, nunca se firmando como titular da equipe. Em 11 de agosto, Cássio Gabriel rescindiu seu contrato com o clube.

### Mirassol
Em 17 de setembro de 2020, foi anunciada a contratação de Cássio Gabriel pelo Mirassol. Fez sua estreia pelo novo clube em 20 de setembro, entrando como substituto em um empate em casa com o Bangu por 1 a 1, pela Série D de 2020. Fez seu primeiro gol pelo clube em 11 de outubro, marcando o único gol de uma vitória por 1 a 0 sobre a Ferroviária.
Titular absoluto desde que chegou ao Mirassol ainda na primeira fase da competição, Cássio Gabriel foi peça importante para a conquista da Série D de 2020, marcando 5 gols na competição e chamando a atenção de diversos clubes brasileiros. Pelo clube, fez 38 jogos e marcou 5 gols.

### Vila Nova
Após a campanha de Cássio Gabriel pelo Mirassol na Série D de 2020 e no Campeonato Paulista de 2021, em 12 de junho de 2021, foi contratado pelo Vila Nova à pedido do treinador Wagner Lopes. Fez sua estreia em 19 de junho, entrando como substituto em uma derrota em casa por 1 a 0 para o Coritiba, pela Série B de 2021.

## Títulos
Hajduk Split
- Copa da Croácia: 2012–13

ASSEV
- Campeonato Goiano - Terceira Divisão: 2015

Mirassol
- Campeonato Brasileiro - Série D: 2020

Ponte Preta
- Campeonato Paulista - Série A2: 2023